# Sergio Peña
Sergio Fernando Peña Flores (ur. 28 września 1995 w Limie) – peruwiański piłkarz z obywatelstwem hiszpańskim występujący na pozycji środkowego lub ofensywnego pomocnika, reprezentant Peru, od 2021 roku zawodnik szwedzkiego Malmö FF.

## Kariera klubowa
Peña pochodzi z Limy i jest wychowankiem akademii juniorskiej tamtejszego giganta – Alianzy Lima. Do pierwszej drużyny został włączony przez szkoleniowca José Soto, w peruwiańskiej Primera División debiutując w wieku szesnastu lat, kiedy to 18 lutego 2012 wyszedł w wyjściowym składzie na zremisowane 2:2 spotkanie z Leónem de Huánuco. Od kolejnych rozgrywek nowy trener Wilmar Valencia mocniej postawił na młodego rozgrywającego, choć głównie wpuszczał go na plac gry jako rezerwowego. Ogółem w barwach Alianzy spędził dwa lata, po czym w styczniu 2014 za sumę miliona dolarów przeszedł do hiszpańskiego klubu Granada CF, podpisując z nim czteroipółletnią umowę. Początkowo nie potrafił się jednak przebić do seniorskiego zespołu i przez kolejne półtora roku występował wyłącznie w trzecioligowych rezerwach. Z tego powodu na zasadzie sześciomiesięcznego wypożyczenia powrócił do Alianzy, lecz tam notował nieregularne występy i nie osiągnął poważniejszych sukcesów.
W styczniu 2015 Peña został wypożyczony do stołecznego CD Universidad San Martín de Porres, gdzie z kolei był przeważnie podstawowym pomocnikiem drużyny prowadzonej przez José del Solara. Premierowego gola w lidze peruwiańskiej strzelił 18 października 2016 w wygranej 6:0 konfrontacji z UTC, a ogółem graczem Universidadu pozostawał przez rok. W późniejszym czasie spędził jeszcze sześć miesięcy w trzecioligowych rezerwach Granady, po czym szkoleniowiec José Luis Oltra dołączył do pierwszego zespołu, który spadł właśnie z najwyższej klasy rozgrywkowej. W sezonie 2018/2019 był wypożyczony do CD Tondela.
W latach 2019–2021 Peña grał w FC Emmen, a w 2021 przeszedł do szwedzkiego Malmö FF.

## Kariera reprezentacyjna
W styczniu 2015 Peña został powołany przez Víctora Riverę do reprezentacji Peru U-20 na Mistrzostwa Ameryki Południowej U-20. Na urugwajskich boiskach był podstawowym zawodnikiem swojej ekipy i rozegrał osiem z dziewięciu możliwych spotkań (z czego sześć w wyjściowym składzie), strzelając gola w spotkaniu rundy finałowej z Paragwajem (3:1). Jego kadra zajęła ostatecznie piąte miejsce, niepremiowane awansem na Mistrzostwa Świata U-20 w Nowej Zelandii.
W seniorskiej reprezentacji Peru Peña zadebiutował za kadencji selekcjonera Ricardo Gareki, 23 marca 2017 w zremisowanym 2:2 meczu z Wenezuelą w ramach eliminacji do Mistrzostw Świata w Rosji.